# Александар Динчић
Александар Динчић је српски историчар, аутор више монографија. Члан Државне комисије за проналажење и обележавање свих тајних гробница у којима се налазе посмртни остаци стрељаних после ослобођења 1944. Живи у Нишу.

## Живот
Александар Динчић рођен је у Нишу 3. априла 1980. Факултетско образовање стекао је на Филозофском факултету у Нишу, на коме је 2003. године дипломирао на катедри за историју. Члан је одбора за истраживање Комисије за тајне гробнице убијених после 12. септембра 1944. године.

## Дела
Александар Динчић је написао историографска дела и сценарије за документарне филмове. Сарадник на пројектима Лексикон Ниша, Енциклопедија Ниша том спорт

### Књиге
- Споменица организације српских четника Равна гора(најбољи записи српске четничке емиграције), Погледи, Крагујевац, 2008.[3]Приступљено 15. априла 2015.
- Расински корпус српских четника Равне горе, Крушевац, 2011 (са Петром Миладиновићем).[4]Приступљено 3. априла 2015.
- Делиградски корпус Југословенске војске у Отаџбини: на фотографијама и докуметнима, Центар за културу и уметност, Алексинац, 2011. (са Зораном Стевановићем и Небојшом Прокићем) .[5]Приступљено 3. априла 2015.
- Добривоје Маринковић: равногорац међу логорским жицама, Народни музеј, Ниш, 2012. (са Зораном Стевановићем и Небојшом Прокићем)[6]
- Припадници Југословенске војске у отаџбини у нацистичком концентрационом логору на Црвеном крсту, Народни музеј, Ниш,2014 (са Небојшом Озимићем) приступљено 3. априла 2015.
- Логор на Црвеном крсту, (на енглеском језику) Народни музеј, Ниш,2014 (са Небојшом Озимићем)
- Жртве лагера Ниш, Народни музеј, Нишки културни центар, Медивест КТ, Ниш, 2014. ( са Небојшом Озимићем, Бојаном Симовић, Иваном Груден Милентијевић и Иваном Митићем)[7]
- Логор на Црвеном крсту, (на француском језику) Народни музеј, Ниш,2015 (са Небојшом Озимићем)
- Ниш октобра 1944, Субнор- Ниш, Медивест КТ, Ниш, 2015. ( са Небојшом Озимићем и Иваном Митићем)[8]
- Ниш у ратном дневнику министра војног деветсто петнаесте, Нишки културни центар, Ниш, 2015. ( са Бојаном Симовић)
- Нишки инцидент, Нишки културни центар, Ниш, 2016. ( са Бојаном Симовић)(двојезично, српско- руски)
- Савезници и страни поданици у логору на Црвеном крсту, Народни музеј, Ниш, 2016. (двојезично, српско- француски)
- Отварање музеја на Медијани 1936. године - Видовдански догађај у предратном грађанском Нишу (са Весном Црноглавац и Тањом Миленковић), Народни музеј Ниш, Ниш, 2016.
- Жртве лагера Ниш, 2. издање, Нишки културни центар, Ниш, 2016. ( са Небојшом Озимићем, Бојаном Симовић, Иваном Груден Милентијевић и Иваном Митићем)

### Периодика
- Списак лица која се налазе у непријатељским редовима или одметништву са територије Ражањског среза након успостављања нове власти октобра 1944, Расински анали 7, Крушевац, 2009, стр. 131-141.
- Друштво Црвеног крста и концентрациони логор у Нишу (1941—1944), Зборник Народног музеја Ниш, број 18-19, Ниш, 2010, стр. 123-141
- Властимир Весић – последњи командант Делиградског корпуса Југословенске војске у отаџбини, Караџић, број 2/2010, Завичајни музеј Алексинац, 2010, стр. 56-70
- Први талас револуционарног терора у нишком крају (август-октобар 1944. године), стр. 95-112, Hereticus, časopis za preispitivanje prošlosti Vol. IX (2011), No. 1-2, Beograd, 2011, 95-112.
- Нишки војни (ратни) заробљеници у Другом светском рату (1941—1945), Зборник Народног музеја Ниш, број 21, Ниш, 2012, стр. 93-121
- Александар Милић – судбина једног заробљеника, Караџић, број 5/2013, Завичајни музеј Алексинац, 2013, стр. 212-223.
- Нова стална изложбена поставка у Меморијалном музеју „12. фебруар“ у Нишу, Шумадијски записи VII, Аранђеловац, 2013, стр. 254-263.
- Зачетак националног покрета у крушевачком округу 1941, Жупски зборник 6-7, Александровац, 2013, стр. 151-167
- Погинули и умрли српски ратници 1914-1915 (сахрањени на Старом гробљу), Зборник Народног музеја Ниш, број 23, Ниш, 2014, стр. 101-112
- Рад на презентацији меморијалног комплекса „12. фебруар“ и његових збирки од 1967. до 2014. године, Лесковачки зборник, LX, Лесковац, 2015, 291-304
- Немачко-усташка офанзива против војно-четничких одреда југословенске војске у источној Босни ( 15.-23.1.1942.), Радови Филозофског факултета бр. 17, филозоофска свеска, Пале,2016,9-25

Спасавање савезничких ваздухопловаца на територији Делиградског корпуса Југословенске војске у отаџбини (1943—1944), Караџић, број 7/2015, Алексинац, 2016, 192-204.
- Страдање српских школа и учитеља у нишком округу за време окупације (1915—1918), Зборник Народног музеја Ниш, број 24, Ниш, 2016, 125-142.
- Страдање српских школа и учитеља у Јужној Србији за време окупације (1915—1918), Зборник радова (Бугарска окупација југа Србије у Првом светском рату 1915-1918), Лесковац-Ниш, 2016, 139-157.
- Организација војних формација Југословенске војске у Отаџбини у Македонији (1941—1942), Гласник Института за српску кулуру - Баштина, свеска 41, Приштина-Лепосавић, 2016, 211-230.
- Англоамериканци у лесковачком и врањском округу и спасавање ваздухопловаца, Лесковачки зборник,LVII, Лесковац, 237- 261

### Сценарио
- У жицама лагера Ниш (са Небојшом Озимићем), режија Марија Крстић, 2013[9]

### Изложбе
Стручни сарадник на изложбама:
- Југ Србије у Великом рату 1915- 1918 (Народни музеј Лесковац)[10]
- 27. март - узроци и последице(Народни музеј Ниш)[11]

## Награде и признања
Награда Драгиша Кашиковић за публицистику (2017)